# 1873 v loďstvech
Tento článek obsahuje významné události v oblasti loďstev v roce 1873.

## Lodě vstoupivší do služby
- 1. dubna –  Venezia – obrněná loď třídy Roma
- 1. října –  SMS Frundsberg – korveta